# Pietralata (Roms tunnelbana)
Pietralata är en station på Roms tunnelbanas Linea B. Stationen är belägen i distriktet Pietralata i nordöstra Rom och togs i bruk den 8 december 1990.
Stationen Pietralata har:
- Biljettautomater
- WC

## Kollektivtrafik
- Busshållplats för ATAC

## Omgivningar

### Kyrkobyggnader
- Sant'Atanasio a Via Tiburtina
- San Fedele da Sigmaringa
- Santa Maria del Soccorso
- San Michele Arcangelo a Pietralata
- San Romano Martire
- San Vincenzo Pallotti